# Idiops fuscus
Espèce
Synonymes
- Idiops fusca Perty, 1833
- Sphasus idiops Walckenaer, 1837
- Idiops aculeatus Walckenaer, 1837

Idiops fuscus est une espèce d'araignées mygalomorphes de la famille des Idiopidae.

## Distribution
Cette espèce est endémique du Brésil. Elle se rencontre au Piauí, au Ceará, au Maranhão, au Pernambouc, au Paraíba, au Bahia, au Minas Gerais, au Mato Grosso et au Mato Grosso do Sul.

## Description
Le mâle décrit par Fonseca-Ferreira, Guadanucci, Yamamoto et Brescovit en 2021 mesure 11,2 mm et la femelle 18,9 mm.

## Publication originale
- Perty, 1833 : « Arachnides Brasilienses. » Delectus animalium articulatorum quae in itinere per Braziliam ann. 1817 et 1820 colligerunt. Monachii, p. 191-209.